# 15. rocznica budowy portu w Gdyni (monety)
15. rocznica budowy portu w Gdyni – dwie monety okolicznościowe i trzy próbne (w tym jedna w postaci kwadratowej klipy), o identycznych motywach awersu i rewersu, nominałach 2 złote (okolicznościowa, próbna) i 5 złotych (okolicznościowa, próbna oraz klipa), bite w srebrze z datą 1936. Klipa była również bita w brązie. Na rewersie umieszczono rysunek żaglowca na wodzie, poniżej nominał, z lewej strony inicjały projektanta AJ, prawej herb Kościesza – znak mennicy w Warszawie. Na awersie znajduje się godło – orzeł w koronie, poniżej rok 1936, dookoła napis: „RZECZPOSPOLITA POLSKA”.

Monety 15. rocznica budowy portu w Gdyni
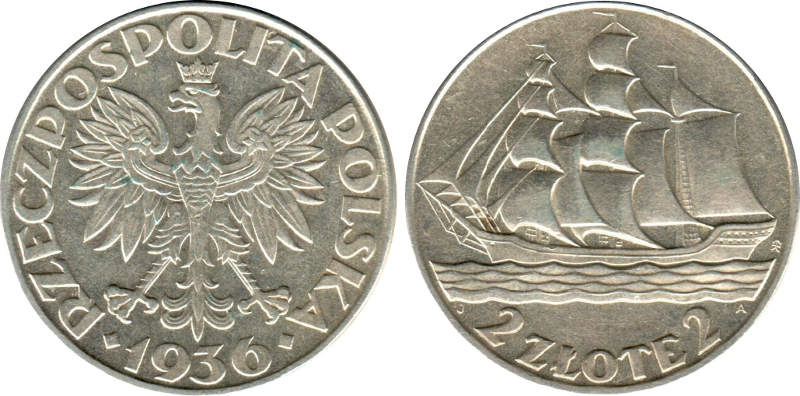
Obiegowe 2 złote
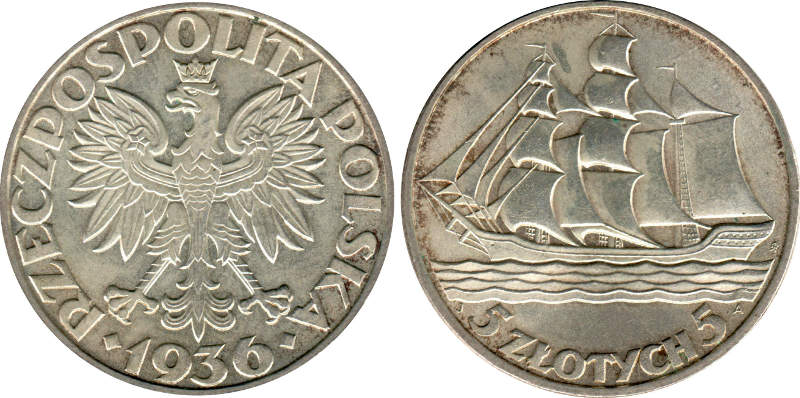
Obiegowe 5 złotych
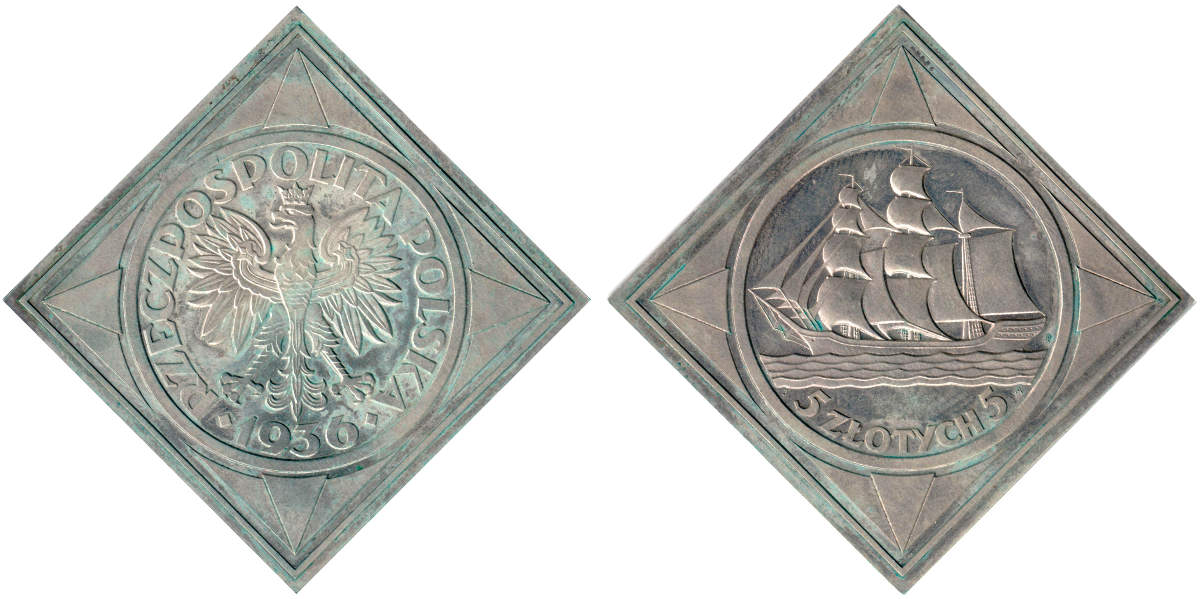
Klipa w srebrze
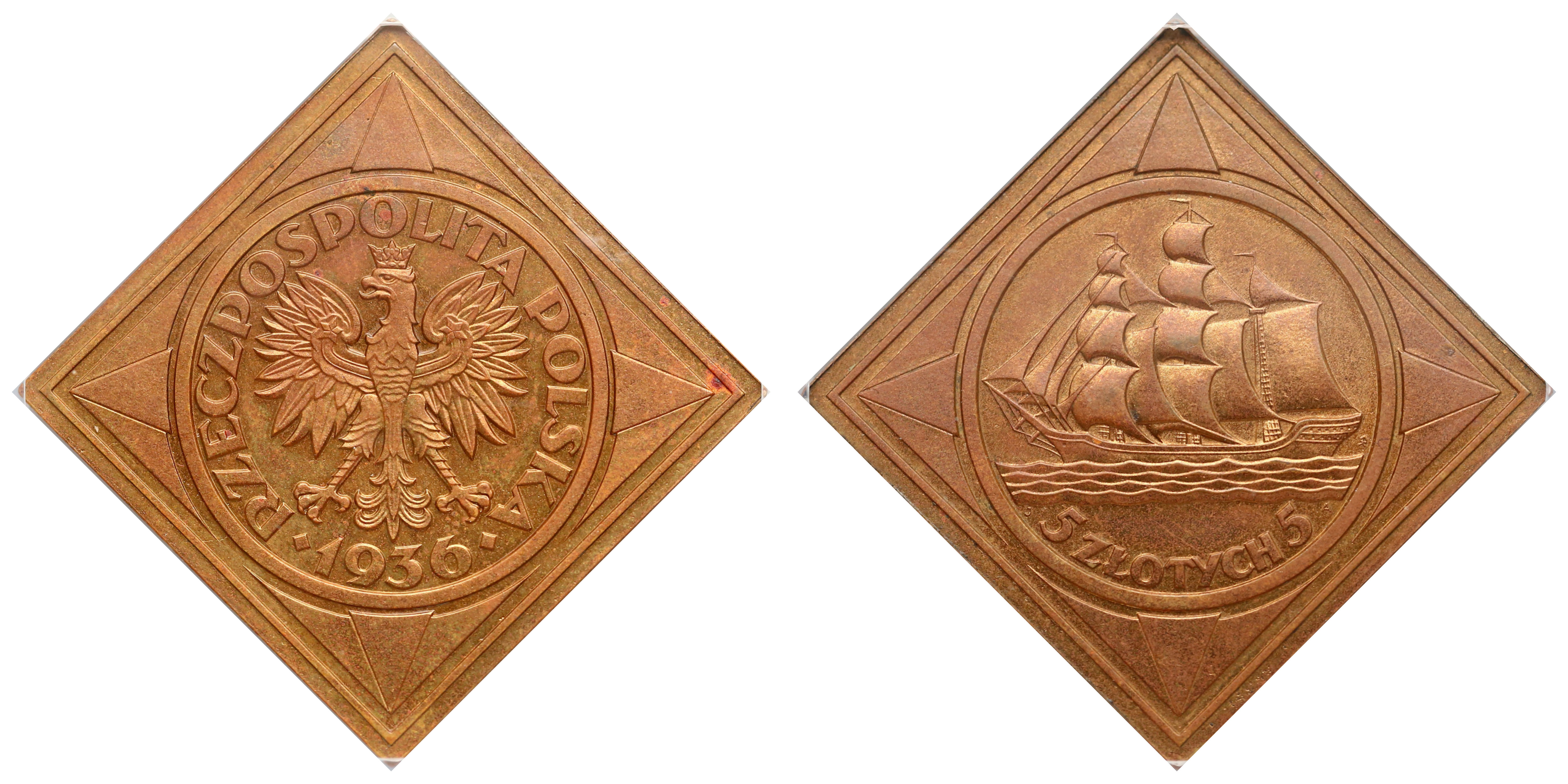
Klipa w brązie
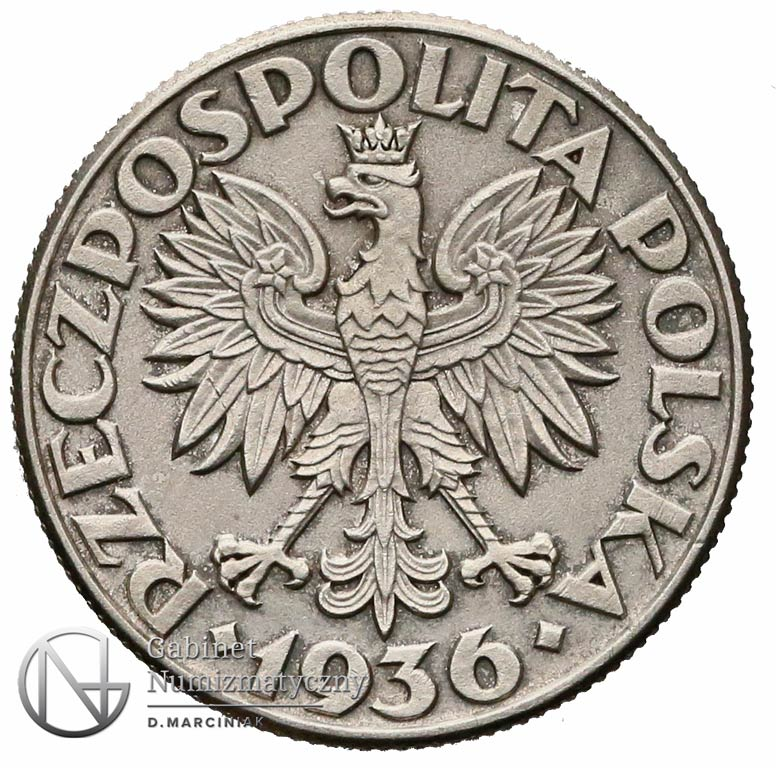
Próbne 2 złote awers
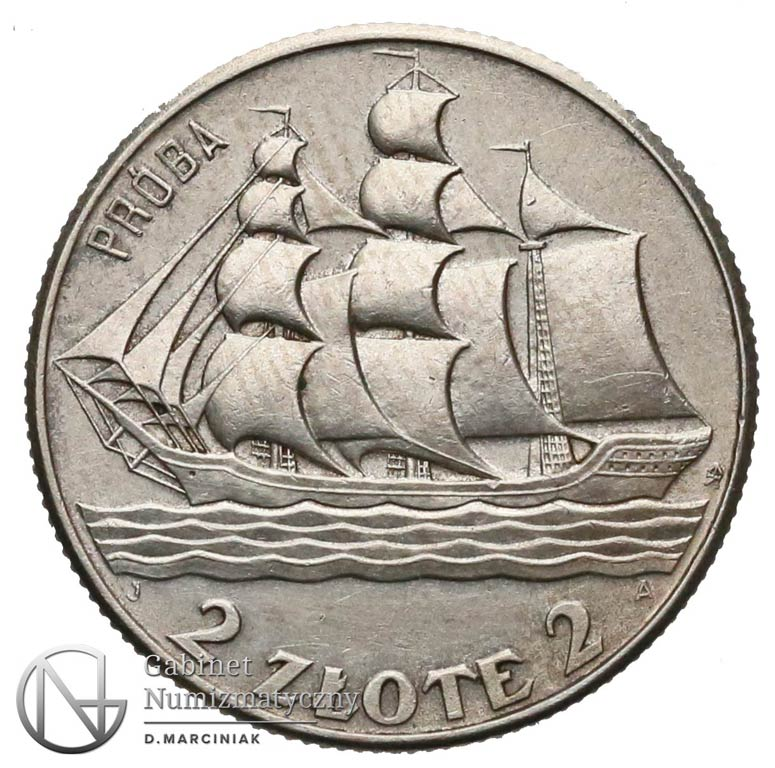
Próbne 2 złote rewers
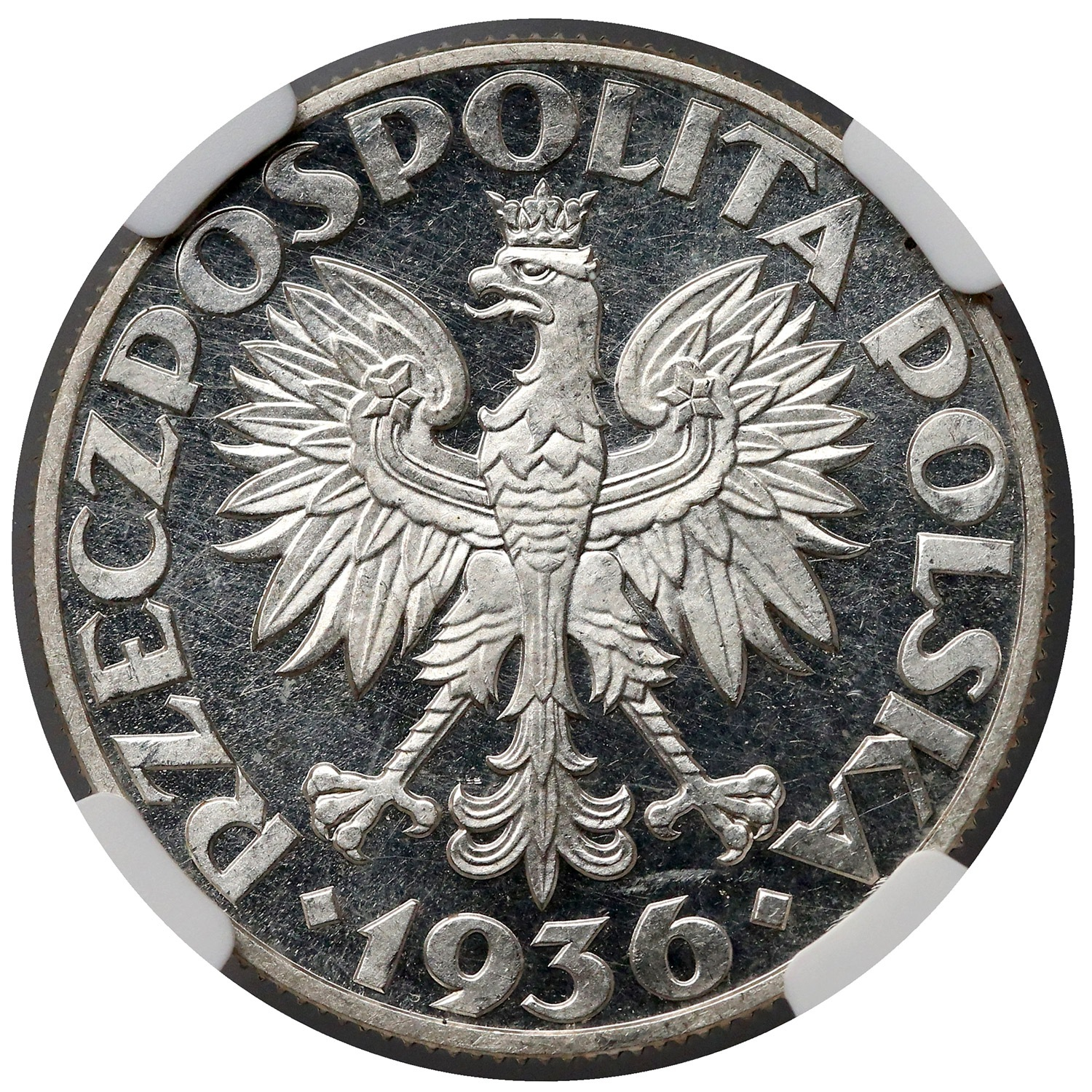
Próbna lustrzanka 5 złotych awers
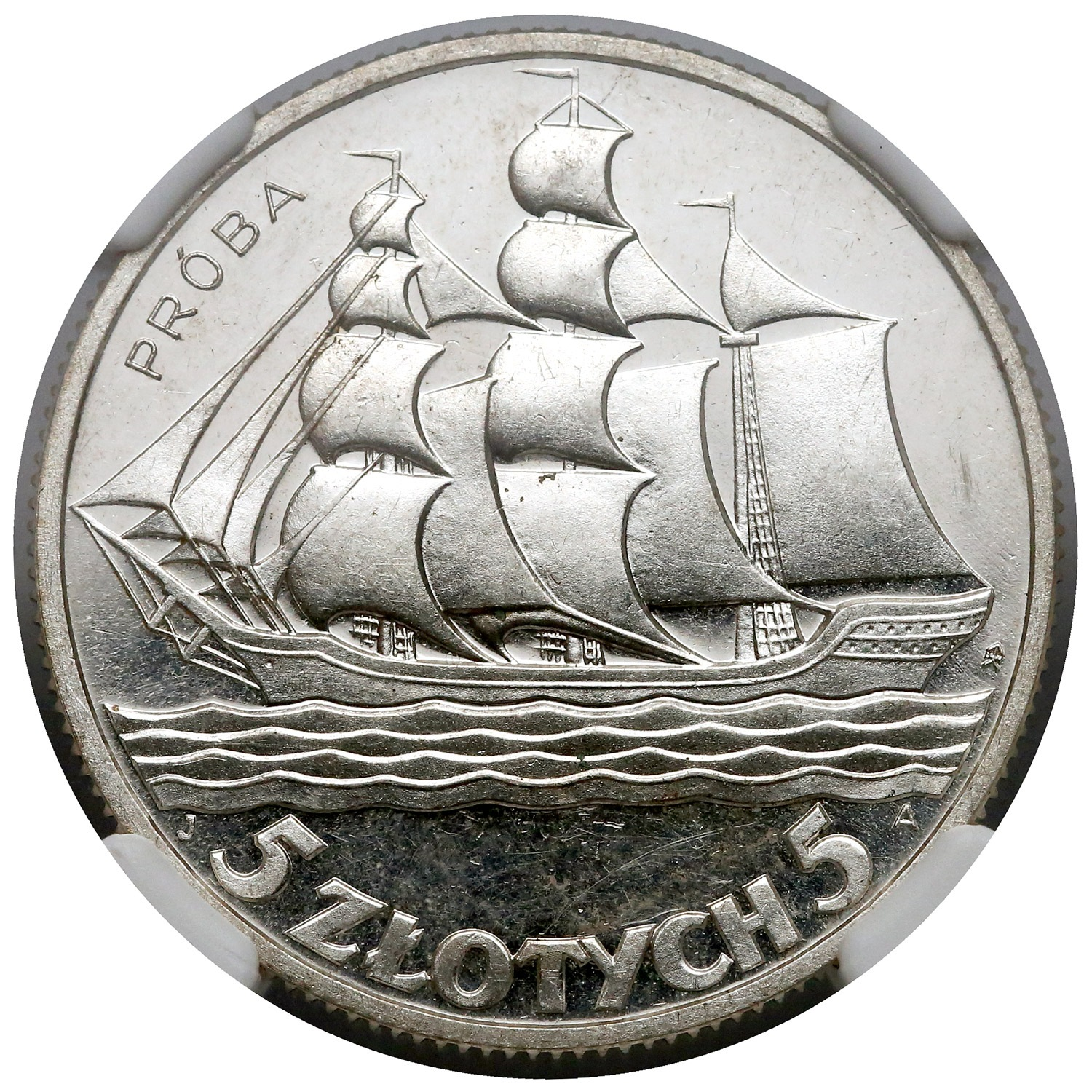
Próbna lustrzanka 5 złotych rewers